# Chrysallida sixtoi
Chrysallida sixtoi is een slakkensoort uit de familie van de Pyramidellidae. De wetenschappelijke naam van de soort is voor het eerst geldig gepubliceerd in 1998 door Peñas & Rolán.